# Virtus Aversa 2024-2025
Questa voce raccoglie le informazioni riguardanti la Virtus Aversa nelle competizioni ufficiali della stagione 2024-2025.

## Stagione
Nella stagione 2024-25 la Virtus Aversa assume la denominazione sponsorizzata di Evolution Green Aversa.
Partecipa per la seconda volta consecutiva al campionato di Serie A2 classificandosi quinta al termine della regular season: la posizione gli permette di accedere ai play-off promozione, dove viene eliminata ai quarti di finale dal Cuneo.
La posizione in regular season consente al club di accedere anche alla Coppa Italia di Serie A2, dove giunge sino in semifinale, superata dal Prata.

## Organigramma societario
Area direttiva
- Presidente: Sergio Di Meo
- Vicepresidente: Francesco De Paola, Sergio Di Meo (Jr)
- Direttore generale: Dario Da Roit
- Direttore sportivo: Alberico Vitullo
- Team manager: Attilio Mignone

Area tecnica
- Allenatore: Giacomo Tomasello
- Allenatore in seconda: Stefano Beltrame
- Assistente allenatore: Ignazio Nappa
- Scout man: Stefano Beltrame

Area comunicazione
- Addetto Stampa: Ernesto Di Girolamo

Area sanitaria
- Medico sociale: Gianluca Golia
- Preparatore atletico: Paolo Della Volpe
- Fisioterapista: Giuseppe Menale

## Rosa
| N° | Nome               | Ruolo | Data di nascita  | Nazionalità sportiva |
| -- | ------------------ | ----- | ---------------- | -------------------- |
| 1  | Filip Frankowski   | S     | 7 maggio 1990    | Polonia              |
| 3  | Martins Arasomwan  | C     | 1º gennaio 1995  | Italia               |
| 4  | Bruno Canuto       | S     | 2 maggio 1990    | Brasile              |
| 5  | Gordan Lyutskanov  | S     | 11 aprile 1997   | Bulgaria             |
| 6  | Kevin Saar         | S     | 15 gennaio 1995  | Estonia              |
| 7  | Salvatore Rossini  | L     | 13 luglio 1986   | Italia               |
| 9  | Matheus Motzo      | O     | 9 settembre 1999 | Italia               |
| 10 | Cristian Frumuselu | C     | 7 giugno 1997    | Italia               |
| 11 | Fernando Garnica   | P     | 19 luglio 1980   | Italia               |
| 13 | Ionut Ambrose      | C     | 13 agosto 2004   | Italia               |
| 15 | Gioele Barbon      | S     | 7 novembre 2004  | Italia               |
| 16 | Francesco Minelli  | P     | 1º agosto 2002   | Italia               |
| 17 | Edoardo Mentasti   | S     | 17 aprile 2002   | Italia               |
| 18 | Andrea Di Meo      | P     | 7 maggio 2006    | Italia               |
| 21 | Omar Agouzoul      | S     | 31 luglio 2004   | Italia               |

## Mercato
| Acquisti                               | Acquisti           | Acquisti             | Acquisti   |
| R.                                     | Nome               | da                   | Modalità   |
| -------------------------------------- | ------------------ | -------------------- | ---------- |
| C                                      | Ionut Ambrose      | CUS Cagliari         | definitivo |
| C                                      | Martins Arasomwan  | Porto Robur Costa    | definitivo |
| S                                      | Gioele Barbon      | Treviso              | definitivo |
| S                                      | Filip Frankowski   | Team Napoli          | definitivo |
| C                                      | Cristian Frumuselu | Saturnia Acicastello | definitivo |
| P                                      | Fernando Garnica   | Porto Viro           | definitivo |
| S                                      | Edoardo Mentasti   | Trentino             | definitivo |
| P                                      | Francesco Minelli  | Bologna              | definitivo |
| O                                      | Matheus Motzo      | Lube                 | definitivo |
| Trasferimenti nel corso della stagione |                    |                      |            |
| S                                      | Kevin Saar         | Orion                | definitivo |

| Cessioni                               | Cessioni            | Cessioni             | Cessioni   |
| R.                                     | Nome                | a                    | Modalità   |
| -------------------------------------- | ------------------- | -------------------- | ---------- |
| C                                      | Marinfranco Agrusti | Prata                | definitivo |
| O                                      | Andrea Argenta      | Saturnia Acicastello | definitivo |
| O                                      | Morgan Biasotto     | CUS Cagliari         | definitivo |
| S                                      | Luca Chiapello      | Sarroch              | definitivo |
| C                                      | Mario Gatto         | Marigliano           | definitivo |
| C                                      | Alberto Marra       | New Mater            | definitivo |
| P                                      | Riccardo Pinelli    | Impavida Ortona      | definitivo |
| C                                      | Luca Presta         | Pineto               | definitivo |
| S                                      | Francesco Schioppa  | Marigliano           | definitivo |
| P                                      | Luca Spagnuolo      | Veneto               | definitivo |
| L                                      | Edoardo Spignese    | Invicta              | definitivo |
| Trasferimenti nel corso della stagione |                     |                      |            |
| S                                      | Filip Frankowski    | WKS                  | definitivo |

## Risultati

### Serie A2

#### Andata
| 1ª Giornata - 6 ottobre 2024 PalaMensSana, Siena                 | Emma Villas       | 3 - 0 | Virtus Aversa        | 25-15, 25-21, 29-27               |
| 2ª Giornata - 13 ottobre 2024 PalaJacazzi, Aversa                | Virtus Aversa     | 3 - 0 | Franco Tigano        | 25-20, 25-17, 25-18               |
| 3ª Giornata - 20 ottobre 2024 PalaJacazzi, Aversa                | Virtus Aversa     | 3 - 2 | Pineto               | 25-17, 25-18, 23-25, 23-25, 15-13 |
| 4ª Giornata - 27 ottobre 2024 PalaBigi, Reggio nell'Emilia       | Tricolore         | 3 - 2 | Virtus Aversa        | 25-22, 33-35, 25-20, 16-25, 18-16 |
| 5ª Giornata - 30 ottobre 2024 PalaJacazzi, Aversa                | Virtus Aversa     | 3 - 2 | Saturnia Acicastello | 20-25, 25-20, 25-20, 21-25, 19-17 |
| 6ª Giornata - 3 novembre 2024 Palazzetto dello Sport, Porto Viro | Porto Viro        | 0 - 3 | Virtus Aversa        | 21-25, 23-25, 21-25               |
| 7ª Giornata - 10 novembre 2024 PalaJacazzi, Aversa               | Virtus Aversa     | 2 - 3 | Porto Robur Costa    | 25-19, 25-19, 18-25, 22-25, 11-15 |
| 8ª Giornata - 17 novembre 2024 PalaJacazzi, Aversa               | Virtus Aversa     | 3 - 0 | Macerata             | 25-22, 25-21, 25-23               |
| 9ª Giornata - 24 novembre 2024 PalaSanFilippo, Brescia           | Atlantide Brescia | 2 - 3 | Virtus Aversa        | 25-20, 25-22, 23-25, 22-25, 12-15 |
| 10ª Giornata - 2 dicembre 2024 PalaJacazzi, Aversa               | Virtus Aversa     | 3 - 2 | Virtus Fano          | 25-21, 20-25, 27-25, 15-25, 15-7  |
| 11ª Giornata - 7 dicembre 2024 PalaPrata, Prata di Pordenone     | Prata             | 3 - 1 | Virtus Aversa        | 25-19, 25-22, 22-25, 25-16        |
| 12ª Giornata - 15 dicembre 2024 PalaJacazzi, Aversa              | Virtus Aversa     | 3 - 1 | Libertas Brianza     | 18-25, 25-21, 25-23, 25-23        |
| 13ª Giornata - 21 dicembre 2024 PalaCastagnaretta, Cuneo         | Cuneo             | 3 - 0 | Virtus Aversa        | 25-21, 25-23, 25-23               |

#### Ritorno
| 14ª Giornata - 26 dicembre 2024 PalaJacazzi, Aversa                | Virtus Aversa        | 1 - 3 | Emma Villas       | 24-26, 20-25, 25-19, 18-25        |
| 15ª Giornata - 29 dicembre 2024 PalaSurace, Palmi                  | Franco Tigano        | 0 - 3 | Virtus Aversa     | 23-25, 19-25, 19-25               |
| 16ª Giornata - 6 gennaio 2025 Pala Santa Maria, Pineto             | Pineto               | 2 - 3 | Virtus Aversa     | 23-25, 25-18, 22-25, 25-23, 14-16 |
| 17ª Giornata - 12 gennaio 2025 PalaJacazzi, Aversa                 | Virtus Aversa        | 3 - 2 | Tricolore         | 25-21, 16-25, 25-19, 20-25, 15-11 |
| 18ª Giornata - 18 gennaio 2025 PalaCatania, Catania                | Saturnia Acicastello | 0 - 3 | Virtus Aversa     | 18-25, 26-28, 27-29               |
| 19ª Giornata - 25 gennaio 2025 PalaJacazzi, Aversa                 | Virtus Aversa        | 3 - 1 | Porto Viro        | 18-25, 29-27, 25-20, 25-22        |
| 20ª Giornata - 2 febbraio 2025 PalaDeAndré, Ravenna                | Porto Robur Costa    | 0 - 3 | Virtus Aversa     | 18-25, 23-25, 22-25               |
| 21ª Giornata - 9 febbraio 2025 PalaFontescodella, Macerata         | Macerata             | 3 - 2 | Virtus Aversa     | 23-25, 18-25, 25-22, 25-23, 15-12 |
| 22ª Giornata - 16 febbraio 2025 PalaJacazzi, Aversa                | Virtus Aversa        | 3 - 0 | Atlantide Brescia | 29-27, 25-23, 25-16               |
| 23ª Giornata - 22 febbraio 2025 PalaAllende, Fano                  | Virtus Fano          | 2 - 3 | Virtus Aversa     | 22-25, 25-20, 25-22, 24-26, 12-15 |
| 24ª Giornata - 2 marzo 2025 PalaJacazzi, Aversa                    | Virtus Aversa        | 2 - 3 | Prata             | 18-25, 18-25, 25-23, 25-21, 12-15 |
| 25ª Giornata - 9 marzo 2025 Pala Francescucci, Casnate con Bernate | Libertas Brianza     | 1 - 3 | Virtus Aversa     | 18-25, 25-22, 26-28, 23-25        |
| 26ª Giornata - 16 marzo 2025 PalaJacazzi, Aversa                   | Virtus Aversa        | 1 - 3 | Cuneo             | 25-17, 14-25, 16-25, 28-30        |

#### Play-off promozione
| Quarti di finale (gara 1) - 23 marzo 2025 PalaCastagnaretta, Cuneo | Cuneo         | 3 - 0 | Virtus Aversa | 25-22, 25-17, 25-18 |
| Quarti di finale (gara 2) - 30 marzo 2025 PalaJacazzi, Aversa      | Virtus Aversa | 0 - 3 | Cuneo         | 24-26, 20-25, 17-25 |

### Coppa Italia di Serie A2
| Ottavi di finale (gara 1) - 6 aprile 2025 PalaJacazzi, Aversa                 | Virtus Aversa | 3 - 1 | Porto Viro    | 24-26, 25-11, 25-18, 25-22        |
| Ottavi di finale (gara 2) - 13 aprile 2025 Palazzetto dello Sport, Porto Viro | Porto Viro    | 0 - 3 | Virtus Aversa | 11-25, 18-25, 17-25               |
| Quarti di finale - 1º maggio 2025 PalaJacazzi, Aversa                         | Virtus Aversa | 3 - 0 | Macerata      | 25-22, 25-19, 25-22               |
| Semifinali - 4 maggio 2025 PalaPrata, Prata di Pordenone                      | Prata         | 3 - 2 | Virtus Aversa | 14-25, 25-17, 25-19, 23-25, 15-13 |

## Statistiche

### Statistiche di squadra
| Competizione             | Punti | In casa | In casa | In casa | In trasferta | In trasferta | In trasferta | Totale | Totale | Totale |
| Competizione             | Punti | G       | V       | P       | G            | V            | P            | G      | V      | P      |
| ------------------------ | ----- | ------- | ------- | ------- | ------------ | ------------ | ------------ | ------ | ------ | ------ |
| Serie A2                 | 48    | 14      | 9       | 5       | 14           | 8            | 6            | 28     | 17     | 11     |
| Coppa Italia di Serie A2 |       | 2       | 2       | 0       | 2            | 1            | 1            | 4      | 3      | 1      |
| Totale                   | -     | 16      | 11      | 5       | 16           | 9            | 7            | 32     | 20     | 12     |

G = partite giocate; V = partite vinte; P = partite perse 

### Statistiche dei giocatori
| Giocatore     | Serie A2 | Serie A2 | Serie A2 | Serie A2 | Serie A2 | Coppa Italia di Serie A2 | Coppa Italia di Serie A2 | Coppa Italia di Serie A2 | Coppa Italia di Serie A2 | Coppa Italia di Serie A2 | Totale | Totale | Totale | Totale | Totale |
| Giocatore     | P        | PT       | AV       | MV       | BV       | P                        | PT                       | AV                       | MV                       | BV                       | P      | PT     | AV     | MV     | BV     |
| ------------- | -------- | -------- | -------- | -------- | -------- | ------------------------ | ------------------------ | ------------------------ | ------------------------ | ------------------------ | ------ | ------ | ------ | ------ | ------ |
| O. Agouzoul   | 3        | 0        | 0        | 0        | 0        | 2                        | 0                        | 0                        | 0                        | 0                        | 5      | 0      | 0      | 0      | 0      |
| I. Ambrose    | 23       | 84       | 58       | 20       | 6        | 2                        | 9                        | 9                        | 0                        | 0                        | 25     | 93     | 67     | 20     | 6      |
| M. Arasomwan  | 26       | 166      | 119      | 30       | 17       | 4                        | 34                       | 23                       | 6                        | 5                        | 30     | 200    | 142    | 36     | 22     |
| G. Barbon     | 9        | 3        | 2        | 1        | 0        | 4                        | 0                        | 0                        | 0                        | 0                        | 13     | 3      | 2      | 1      | 0      |
| B. Canuto     | 28       | 240      | 202      | 28       | 10       | 4                        | 31                       | 23                       | 4                        | 4                        | 32     | 271    | 225    | 32     | 14     |
| A. Meo        | 0        | 0        | 0        | 0        | 0        | -                        | -                        | -                        | -                        | -                        | 0      | 0      | 0      | 0      | 0      |
| F. Frankowski | 12       | 33       | 32       | 0        | 1        | -                        | -                        | -                        | -                        | -                        | 12     | 33     | 32     | 0      | 1      |
| C. Frumuselu  | 28       | 211      | 153      | 53       | 5        | 4                        | 33                       | 23                       | 10                       | 0                        | 32     | 244    | 176    | 63     | 5      |
| F. Garnica    | 28       | 85       | 47       | 15       | 23       | 4                        | 5                        | 3                        | 0                        | 2                        | 32     | 90     | 50     | 15     | 25     |
| G. Lyutskanov | 24       | 291      | 234      | 20       | 37       | 4                        | 61                       | 46                       | 6                        | 9                        | 28     | 352    | 280    | 26     | 46     |
| E. Mentasti   | 17       | 4        | 4        | 0        | 0        | 4                        | 2                        | 2                        | 0                        | 0                        | 21     | 6      | 6      | 0      | 0      |
| F. Minelli    | 28       | 6        | 0        | 0        | 6        | 4                        | 0                        | 0                        | 0                        | 0                        | 32     | 6      | 0      | 0      | 6      |
| M. Motzo      | 28       | 632      | 557      | 23       | 52       | 4                        | 77                       | 60                       | 9                        | 8                        | 32     | 709    | 617    | 32     | 60     |
| S. Rossini    | 28       | 0        | 0        | 0        | 0        | 4                        | 0                        | 0                        | 0                        | 0                        | 32     | 0      | 0      | 0      | 0      |
| K. Saar       | 9        | 40       | 36       | 4        | 0        | 4                        | 3                        | 3                        | 0                        | 0                        | 13     | 43     | 39     | 4      | 0      |

P = presenze; PT = punti totali; AV = attacchi vincenti; MV = muri vincenti; BV = battute vincenti